# Colostygia nevadensis
Colostygia nevadensis là một loài bướm đêm trong họ Geometridae.